# Luigi Pianetti
Luigi Pianetti (Bergamo, 7 novembre 1895 – ...) è stato un calciatore italiano, di ruolo attaccante.

## Carriera
Inizia l'attività calcistica nel Genoa, dove disputa una stagione nella squadra riserve.
Viene chiamato dal fratello Lino a vestire la maglia dell'Atalanta alla vigilia dello scoppio della Prima guerra mondiale. Tutto il resto della sua carriera si svolge con i colori neroazzurri, vestiti per cinque stagioni, intervallate dalla prima guerra mondiale e da una stagione di inattività per motivi di lavoro. Non è tuttavia possibile quantificarne le presenze a causa della carenza di archivi storici.

## Palmarès

### Club

#### Competizioni nazionali
- Seconda Divisione: 1

Atalanta: 1922-1923